# Никол Форестер
Никол Венди Форестер (енгл. Nicole Wendy Forrester; Орора 17. новембар 1976) је бивша канадска атлетичарка, специјалиста за скок увис.
Најуспешнија година у њеној спортској каријери била је 2001. када је освојила две сребрне мадаље на Фракофонским играма у Отави и Универзијади у Пекингу.
Поред ових медаље је освајала и на Панамеричким играма 1999. и 2007. и Играма Комонвелта 2002. и 2019. На олимпијским играма је учествовала 2008, а на светским првенствима три пута 1999. и 2007 на отвореном и 2008. у дворани, али ниједном није успела да се пласира у финале.
Седам пута је била првак Канаде. Лични рекорд 1,97 поставила је у Солуну 2007.

## Значајнији резултати
| Год. | Такмичење                   | Место                                 | Пласман | Резултат | Детаљи                                 |
| ---- | --------------------------- | ------------------------------------- | ------- | -------- | -------------------------------------- |
| 1999 | Панамеричке игре            | Винипег, Канада                       | 3       | 1,85 м   |                                        |
| 1999 | Светско првенство           | Севиља, Шпанија                       | =32.    | 1,80 м   |                                        |
| 2001 | Универзијада                | Пекинг, Кина                          | 2       | 1,94 м   |                                        |
| 2001 | Франкофонске игре           | Отава, Канада                         | 2.      | 1,89 м   |                                        |
| 2002 | Игре Комонвелта             | Манчестер, Уједињено Краљевство       | 3       | 1,87 м   | Архивирано на веб-сајту (5. март 2016) |
| 2003 | Панамеричке игре            | Санто Доминго, Доминиканска Република | 7.      | 1,80 м   |                                        |
| 2007 | Панамеричке игре            | Рио де Жанеиро, Бразил                | 2.      | 1,95 м   | []                                     |
| 2007 | Светско првенство           | Осака, Јапан                          | =28.    | 1,84 м   |                                        |
| 2008 | Светско првенство у дворани | Валенсија, Шпанија                    | 15      | 1,86 м   |                                        |
| 2008 | Олимпијске игре             | Пекинг, Кина                          | 19.     | 1,89 м   |                                        |
| 2009 | Франкофонске игре           | Бејрут, Либан                         | 3       | 1,80 м   |                                        |
| 2010 | Игре Комонвелта             | Делхи, Индија                         | 1       | 1,91 м   |                                        |